# Andachtsbeichte

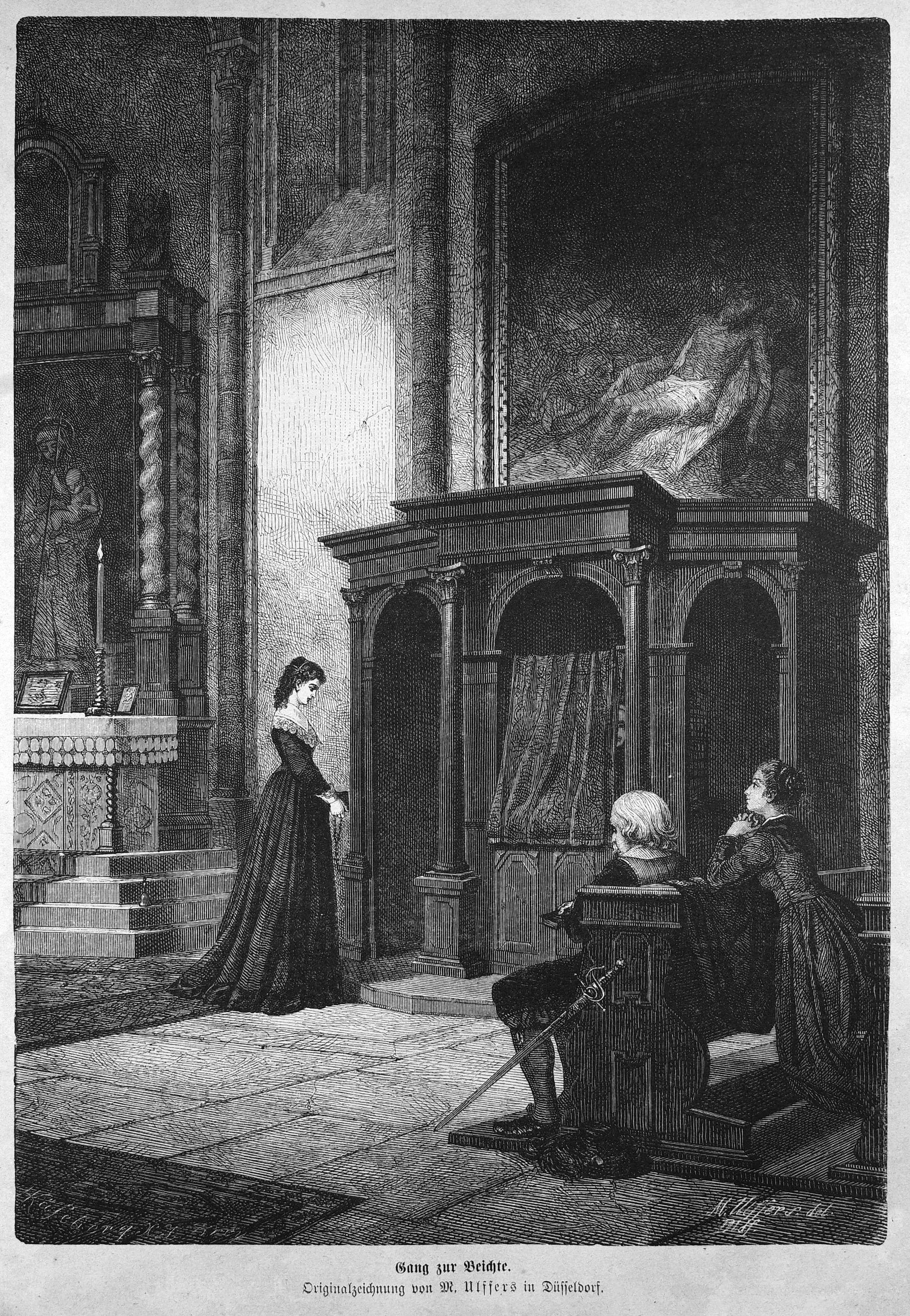
Gang zur Beichte. Zeichnung von Moritz Ulffers, erschienen 1874 in: Die Gartenlaube

Als Andachtsbeichte oder Devotionsbeichte wird in der katholischen Theologie der häufige Empfang der Beichte verstanden, auch wenn dabei nur lässliche (leichte) Sünden zu bekennen sind. Als notwendig gilt die Beichte nur im Falle einer schweren Sünde („Todsünde“). Die Andachtsbeichte wird jedoch „von der Kirche nachdrücklich empfohlen“, so der Katechismus der Katholischen Kirche.

## Geschichtliche Entwicklung
In den ersten christlichen Jahrhunderten war die Wiedereingliederung von Christen, die nach der Taufe besonders schwer gesündigt hatten, an eine strenge Bußdisziplin gebunden; sie mussten jahrelang öffentlich Buße tun, bis sie vom Gemeindeleiter wieder in die Kirchengemeinschaft aufgenommen wurden. In manchen Regionen konnte dies nur einmal im Leben eines Christen geschehen.
Die Beichte mit individuellem, nicht öffentlichem Bekenntnis und unmittelbarer Vergebungszusage kann zurückgeführt werden auf die Praxis der Seelenführung im Mönchtum der östlichen Kirchen. Sie verbreitete sich im Zuge der Christianisierung des europäischen Kontinents ab dem 6. Jahrhundert durch iroschottische Mönche, die diese Praxis aufnahmen und durch Bußbücher regelten. Diese Beichte konnte wiederholt stattfinden und führte zu einem regelmäßigen Empfang des Bußsakramentes. Ab dem 9. Jahrhundert war sie in Klöstern bereits als wöchentliche Beichte verbreitet.
Aus dem 9. Jahrhundert stammt die Mahnung, ein- bis dreimal im Jahr zu beichten. Das Vierte Laterankonzil forderte 1215, dass jeder, der eine schwere Sünde begangen hat, mindestens einmal im Jahr die Beichte empfängt; dies wurde „aus Sicherheit“, so Michael Schneider, auch auf lässliche Sünden ausgedehnt.
Das Konzil von Trient („Tridentinum“) bestimmte 1551: „Von den Büßenden müssen alle Todsünden („peccata mortalia“), derer sie sich nach gewissenhafter Selbsterforschung bewusst sind, im Bekenntnis aufgeführt werden, auch wenn sie ganz im Verborgenen [...] begangen wurden. [...] Obwohl die verzeihlichen Sünden („peccata venalia“), durch die wir nicht von der Gnade Gottes ausgeschlossen werden und in die wir häufiger fallen, zu Recht, mit Nutzen und ohne jede Vermessenheit („recte et utiliter citraque omnem praesumptionem“) im Bekenntnis genannt werden können, was der Brauch frommer Menschen bezeugt, so können sie dennoch ohne Schuld verschwiegen und durch viele andere Heilmittel gesühnt werden.“ Als die jansenistisch beeinflusste Synode von Pistoia 1786 die häufige Andachtsbeichte missbilligte, wies Papst Pius VI. dies als „verwegen, verderblich und der vom Tridentinum gebilligten Praxis frommer und heiliger Menschen zuwiderlaufend“ zurück.
Die Volksmissionen im 19. Jahrhundert brachten eine Intensivierung der Andachtsbeichte mit sich. Zunehmend wurde die Beichte als Voraussetzung gesehen, die Kommunion würdig zu empfangen (vgl. 1 Kor 11,27–29 ). Papst Pius X. förderte zu Beginn des 20. Jahrhunderts den häufigeren Kommunionempfang; dies dürfte zu einer weiteren Ausbreitung dieser Entwicklung geführt haben. So kam es in der ersten Hälfte des 20. Jahrhunderts zu einer regelrechten Blüte der Andachtsbeichte. Papst Pius XII. schrieb in seiner Enzyklika Mystici Corporis am 26. Juni 1943: „Zum täglich eifrigeren Fortschritt auf dem Wege der Tugend möchten Wir angelegentlichst den frommen Brauch der häufigen Beichte empfohlen wissen, der nicht ohne Antrieb des Heiligen Geistes in der Kirche eingeführt wurde. Wird doch durch ihn die Selbsterkenntnis gefördert, die christliche Demut vertieft, die sittliche Schwäche an der Wurzel gefasst, die geistliche Nachlässigkeit und Lauheit bekämpft, das Gewissen gereinigt, der Wille gestärkt, eine heilsame Seelenleitung ermöglicht und kraft des Sakramentes die Gnade vermehrt.“
Im Codex iuris canonici von 1983 heißt es mit Geltung bis heute: „Den Gläubigen wird empfohlen, auch ihre lässlichen Sünden zu bekennen.“ (can. 988 § 2) Priesteramtskandidaten wird „der durch eine tägliche Gewissensprüfung vorbereitete regelmäßige und häufige Empfang des Sakramentes der Buße“ angeraten als „Gelegenheit, in Demut seine Schwächen und Sünden anzuerkennen und vor allem die Freude zu verstehen und zu erfahren, sich durch den Herrn geliebt und von Sünden befreit zu fühlen“. Kleriker und Ordensleute sind vom geltenden Kirchenrecht zum häufigen Empfang des Bußsakraments gehalten, allerdings nicht mehr wöchentlich, wie es der Codex iuris canonici von 1917 forderte.

## Theologischer Hintergrund
Die Sünde wird von Katholiken verstanden als „Beleidigung Gottes und Bruch der Gemeinschaft mit ihm. Gleichzeitig beeinträchtigt sie die Gemeinschaft mit der Kirche.“ Dies trifft im Vollsinne nur auf schwere Verfehlungen zu, die bewusst und mit Absicht begangen werden und traditionell „Todsünden“ genannt werden. („Es gibt Sünde, die zum Tod führt. [...] Jedes Unrecht ist Sünde; aber es gibt Sünde, die nicht zum Tod führt“, 1 Joh 5,16–17 .)
Grundlage für die Sündenvergebung und Versöhnung des Menschen mit Gott ist dabei der Kreuzestod Jesu Christi als Sühnetod, der als heilswirksames Handeln Gottes für die Menschen interpretiert wird, durch das die Sündenfolgen beseitigt werden und die Menschen für die Begegnung mit Gott disponiert werden. Im Neuen Testament spricht Jesus bei seinen Predigten häufig den Menschen Sündenvergebung zu. Das Beichtsakrament ist der liturgische Ausdruck der Vergebung der Sünde, der Versöhnung des Sünders mit Gott und seine Wiedereingliederung in die Kirche (Rekonziliation). Voraussetzung ist, dass der Sünder seine Verfehlung bekennt und bereut. Die Vollmacht, dem Sünder die Vergebung im Namen des dreifaltigen Gottes zuzusprechen, kommt den Priestern zu, die als von Jesus Christus beauftragt gelten, den „Dienst der Versöhnung“ zu leisten (2 Kor 5,18 , Joh 20,23 ).
Mit dem Moraltheologen Klaus Demmer kann zwischen notwendiger Materie für die Beichte – der schweren Sünde – und freier Materie – der leichten, „lässlichen“ Sünde – unterschieden werden. Von einer Beichtpflicht kann nur im Fall von schweren Sünden gesprochen werden.
Der Akzent der (freiwilligen) Devotions- oder Andachtsbeichte, ohne dass sich der Beichtende einer schweren Verfehlung bewusst ist, kam auf „zur Vertiefung des Strebens nach Vollkommenheit. Sie kann verstanden werden als Hilfe, schon den täglichen Nachlässigkeiten und Verfehlungen die nötige Aufmerksamkeit zu schenken, damit diese nicht zur Gewohnheit werden und sich möglicherweise in letzter Konsequenz zu einer schweren Sünde ausformen.“
Karl Rahner betrachtete 1934 in einem Aufsatz die langjährige kirchliche Empfehlung zur Andachtsbeichte als „gute und nützliche Entwicklung des geistlichen Lebens in der Kirche“, die sich „unmöglich als aszetische Fehlentwicklung betrachten“ lasse, obwohl die häufige Beichte nicht „schlechthin notwendig“ sei. Rahner zufolge, so Günther Wassilowsky, seien weder Gnadenvermehrung noch Seelenführung noch Sündenvergebung zureichende theologische Begründungen für die Andachtsbeichte, auch wenn diese drei Wirkungen mit der Andachtsbeichte verbunden seien. Aber „unbeschadet des pädagogischen und therapeutischen Nutzens“ lassen sich die genannten Funktionen auch durch andere Frömmigkeitsformen erreichen.
Rahner sieht darüber hinaus den Sinn der ausdrücklichen Beichte in der sichtbaren und hörbaren Begegnung des Beichtenden mit dem Priester als Beauftragtem der Kirche; dies sei die vernehmbare Erfahrung, dass „nicht der gute, reuige Mensch die Sündenvergebung [wirkt], sondern Gottes freie Barmherzigkeit“. In der Beichte kommt die Vergebung sichtbar, geschichtlich zum Menschen, und zwar anders als die durch (innerliche) Reue verdiente Gnade. Die Beichte „in ihrer Hinwendung zum Geschichtlich-Sichtbaren“ – dem hörbaren Bekenntnis des Beichtenden und der hörbaren Antwort des Priesters – ist für Rahner ein „Bekenntnis, dass Gottes Tat schließlich allein unsere Sünden tilgt, dass Er, der freie Gott der Gnade, sich schließlich nur finden lässt in seiner geschichtlichen Offenbarung, in seiner sichtbaren Kirche, seinen sichtbaren Sakramenten“.
Michael Schneider weist darauf hin, dass durch die Andachtsbeichte der Gedanke der Buße als Wiederversöhnung mit der Kirche verdunkelt wird, da keine wirkliche Trennung von Gott und der Kirche bestanden habe. Für lässliche Sünden gebe es eine Vielzahl anderer Gelegenheiten: In jeder heiligen Messe erfolge Versöhnung; Sündenvergebung könne erreicht werden durch Fasten, Gebet, Almosengeben (Tob 12,8 ), Lesen der Bibel, tätige Nächstenliebe und Correctio fraterna.
Heute vermischen sich unterschiedliche Bedeutungsaspekte der Beichte, die aus ihren geschichtlichen Ursprungssituationen erkennbar und verstehbar sind: Rekonziliationsbeichte („Versöhnungsbeichte“), Devotions- oder Andachtsbeichte und Beichte im Zusammenhang mit der geistlichen Begleitung („Seelenführungsbeichte“) und der österlichen Beichtpflicht.